# Aurelio Menegazzi
Aurelio Menegazzi, född 15 november 1900 i Buttapietra, död 23 november 1979 i Milano, var en italiensk tävlingscyklist.
Menegazzi blev olympisk guldmedaljör i lagförföljelse vid sommarspelen 1924 i Paris.